# Sinagoga Holandesa

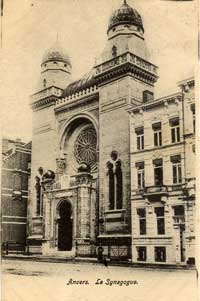
Vista de la Sinagoga en 1893

La Sinagoga Holandesa (en neerlandés: Hollandse Synagoge; también conocida como Sinagoga Shomré Hadas) es una sinagoga ortodoxa moderna construida en la ciudad de Amberes, Bélgica. El edificio se llama así porque fue encargado por los descendientes de judíos que llegaron a Amberes desde Holanda en el siglo XIX. Fue la primera gran sinagoga en Amberes. Actualmente, la sinagoga se utiliza para servicios sólo en fechas especiales como Rosh Hashaná y Yom Kipur.
Construida por el arquitecto judío Joseph Hertogs (1861-1930) en estilo renacimiento morisco, fue inaugurada en 1893 en Bouwmeestersstraat 7.